# Johan Thomas Skovgaard

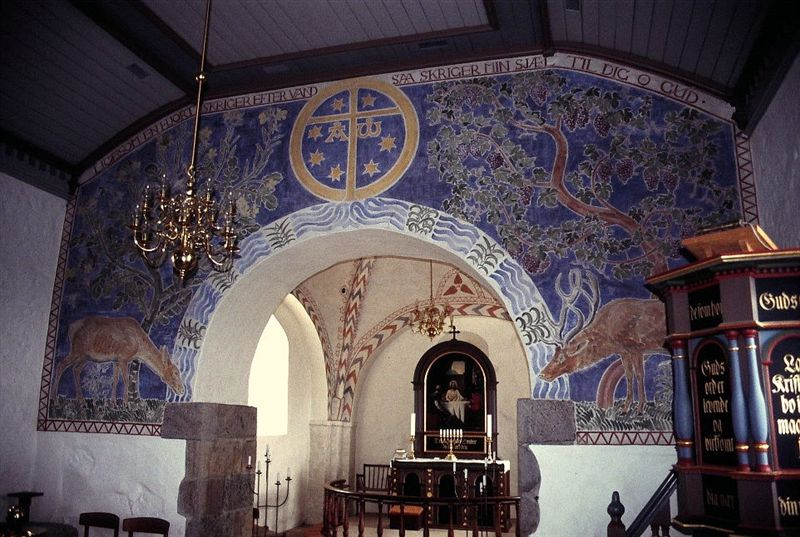
Triumfväggen i Linnerups kyrka, målad av Johan Thomas Skovgaard.

Johan Thomas Skovgaard, född 29 augusti 1888 i Köpenhamn, död 25 oktober 1977, var en dansk målare, tecknare och skulptör.
Han var son till Joakim Skovgaard och Agnete Lange och från 1918 gift med Astrid Evi Laurell, han var brorson till Niels Skovgaard. Han studerade vid Det Kongelige Danske Kunstakademi i Köpenhamn 1908–1911 samt som medhjälpare vid sin fars och farbrors större dekorativa arbeten. Bland hans offentliga arbeten märks en mosaikdekoration och altartavla för Dagsås kyrka och fyra korfönster i Varbergs kyrka. Separat ställde han ut i Köpenhamn Århus och Batavia på Java. Han medverkade flitigt i samlingsutställningar på Den frie Udstilling i Köpenhamn. Hans konst består av landskapsmålningar från Danmark och Bohuslän. Som illustratör illustrerade han Birgit Michelsens Hjemme hos Kaj Munk 1946. Förutom museer i Danmark är Skovgaard representerad vid Arkiv för dekorativ konst i Lund.